# Bataille des Eaux-Bleues
La bataille des Eaux-Bleues (lituanien : Mūšis prie Mėlynųjų Vandenų, biélorusse : Бітва на Сініх Водах, ukrainien : Битва на Синіх Водах) est une bataille livrée lors de l'automne 1362 ou 1363 sur les rives de la rivière Sinioukha, affluent de gauche du Boug méridional, entre les armées du grand-duché de Lituanie et de la Horde d'or. Les Lituaniens ont remporté une victoire décisive et achevé leur conquête de la principauté de Kiev.

## Contexte
Après la mort de son souverain, le khan Berdi Beg, en 1359, la Horde d'Or connaît une série de conflits de succession et de guerres, qui dure deux décennies (1359-1381). La Horde commence à se scinder dans des entités distinctes (ulus). Profitant de ces troubles internes, le grand-duc Olgierd de Lituanie organise une campagne dans les territoires tatares. Son but est de sécuriser et d'étendre au sud les territoires du grand-duché de Lituanie, en particulier de la principauté de Kiev. Kiev était déjà passée sous un semi-contrôle lituanien après la bataille de la rivière Irpin au début des années 1320, mais payait encore un tribut à la Horde.

## Bataille
En 1362 ou 1363, Olgierd s'avance entre le Dniepr et Boug méridional. Il s'empare tout d'abord de ce qui reste des territoires de la principauté de Tchernigov, la plupart, y compris la capitale Briansk, étant tombés sous le contrôle lituanien autour de 1357-1358. Les Lituaniens attaquent ensuite Korchov (Коршов), une forteresse inconnue située dans la partie haute de la Sosna, affluent du Don, et se seraient aussi emparés des territoires de l'ancienne principauté de Pereïaslavl. Cette zone appartenait à l'ulus de Crimée, engagé dans une campagne contre Sarai Berke, qui ne peut pas opposer une résistance efficace.
En automne, l'armée lituanienne traverse le Don en Podolie. Trois beys tatars de Podolie rassemblent une armée pour résister à l'invasion. Il est admis aujourd'hui que les armées se sont rencontrées à Torhovytsia (ukrainien : Торговиці). À l'époque, la ville était connue sous le nom turc de Yabgu, ou ville du vice-roi, ou de Sinie Vody (russe : Синие Воды, littéralement Eaux Bleues) en russe.
La seule courte description de la bataille qui subsiste est celle de Mathias Strykowski, dans un texte peu fiable publié en 1582. Selon Strykowski, Olgierd a organisé son armée en six groupes, disposés en demi-cercle. Les Tatars commencent par cribler de flèches les flancs de la formation lituanienne. Ce harcèlement a peu de résultats, et les Lituaniens et les Ruthènes, armés de lances et d'épées, s'avancent et brisent les lignes de l'armée tatare. Les fils de Karijotas, avec des unités de Navahroudak, attaquent les flancs tatars à l'arbalète. Les Tatars ne peuvent maintenir leur formation et battent en retraite dans le désordre. Olgierd obtient une victoire décisive.

## Conséquences
Cette victoire fait passer la ville de Kiev et une grande partie de l'actuelle Ukraine, y compris les zones faiblement peuplées de Podolie et de Dykra, sous le contrôle du grand-duché de Lituanie, qui continue ainsi de s'étendre. Il a aussi gagné un accès à la mer Noire. Olgierd laisse son fils Vladimir à Kiev. Après la prise de Kiev, la Lituanie devient un voisin direct et rival de la grande-principauté de Moscou. La Podolie est confiée à Aleksandr, Iouri, Konstantin, et Fedir – fils de Karijotas, et neveux d'Olgierd, commandants lors de la bataille.

## Historiographie

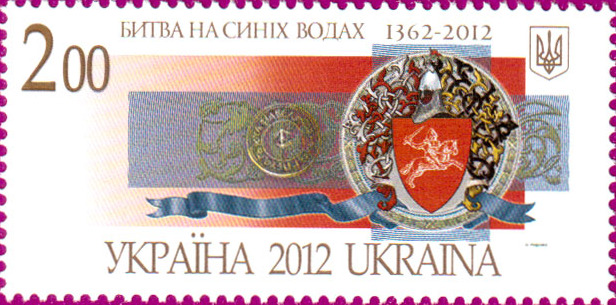
Timbre postal ukrainien imprimé en 2012, dédié à la bataille des Eaux-Bleues.

La bataille apparaît relativement peu dans les écrits des historiens, en raison de l'absence de sources historiques. Elle est mentionnée de façon fragmentaire dans les chroniques ruthènes et russes. La source la plus riche est l'Histoire de Podolie, qui a été incorporée dans les Chroniques lituaniennes (en). Elle a été écrite par les Lituaniens aux alentours de la guerre civile de 1432-38 (en), lorsque la Lituanie disputait le contrôle de la Podolie à la Pologne. Il s'agit d'un texte politique, écrit pour soutenir les prétentions lituaniennes sur la Podolie et exalter les vertus des fils de Karijotas, plutôt que pour donner un compte rendu précis de la campagne militaire. 
Les historiens slaves ont eu tendance à minimiser l'importance de la bataille. L'historien Tomas Baranauskas prétend que les historiens russes ont choisi de mettre l'accent sur leur victoire contre les Tatars en 1380 à la bataille de Koulikovo, tandis que les Polonais ne veulent pas donner des arguments aux Lituaniens dans la revendication de la Podolie. Jan Długosz, par exemple, ne fait pas mention de la bataille.
L'intérêt dans la bataille a cependant augmenté dans la période récente. L'historien polonais Stefan Maria Kuczyński (pl) lui a consacré une étude, Sine Wody en 1935, le lituanien Romas Batūra (lt) publié Lietuva tautų kovoje prieš Aukso ordą. Nuo Batu antplūdžio iki mūšio prie Mėlynųjų Vandenų en 1975, et l'Ukrainien Felix Shabuldo l'a abordée dans plusieurs articles. Les historiens ukrainiens tiennent deux conférences à Kropyvnytsky en 1995 et 1997. Ces articles ont été regroupés dans un recueil de l'Institut de l'histoire de l'Ukraine. En 2012, pour le 650e anniversaire de la bataille, une conférence a été organisée par l'université Vytautas-Magnus de Lituanie.